# أنديرس دال

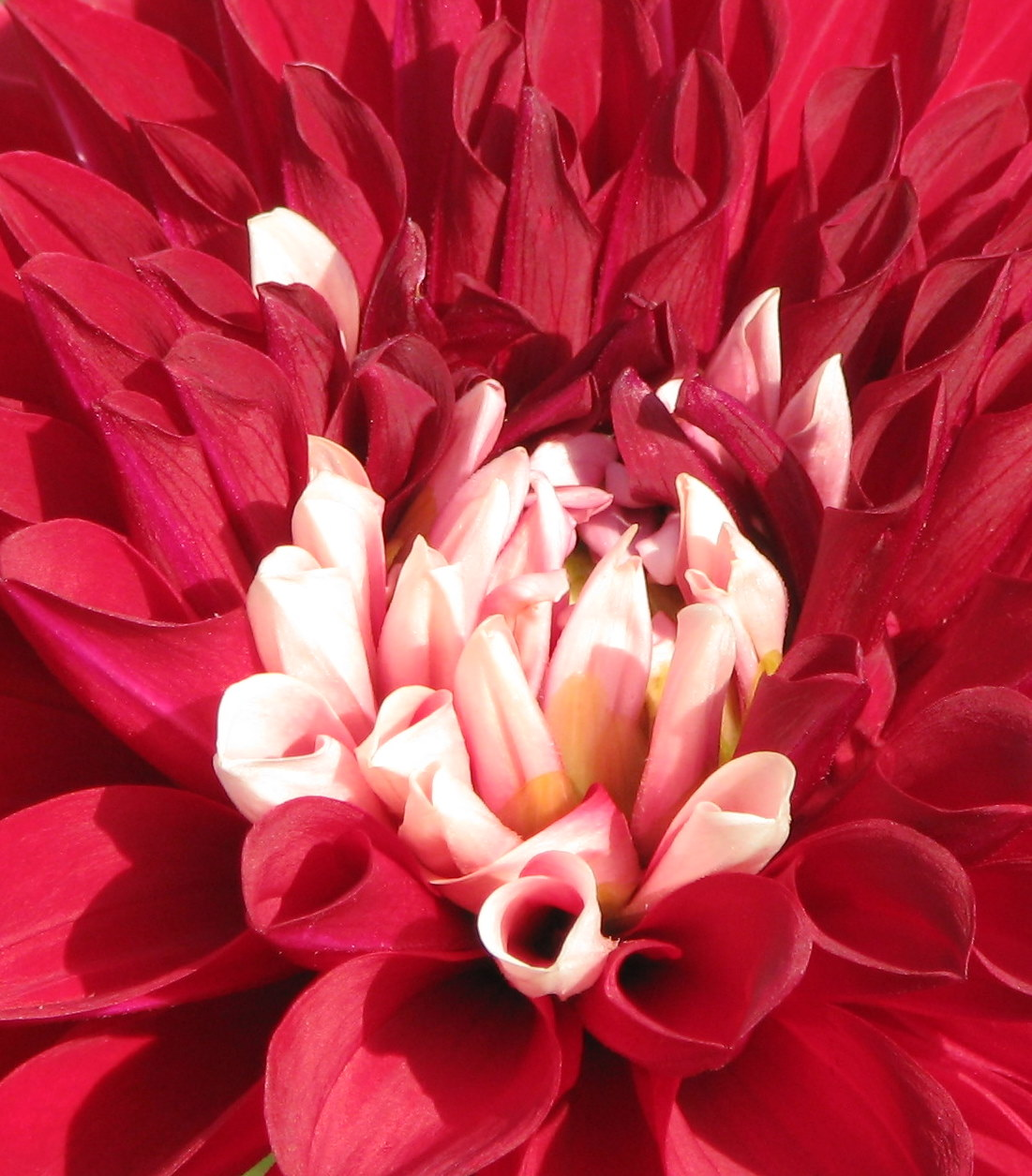
أنديرس دال

أنديرس دال (بالسويدية: Anders Dahl)‏ (17 مارس 1751 - 25 مايو 1789) هو عالم نبات سويدي.